# Seadrift
Seadrift – miasto w Stanach Zjednoczonych, w stanie Teksas, w hrabstwie Calhoun.